# Joaquim Leitão
Pour les articles homonymes, voir Leitão.
Joachim Leitão (né le 21 décembre 1956 à Lisbonne) est un acteur et réalisateur portugais. Il remporta deux Globos de Ouro en 1996 et 1998, et un prix Sophia du meilleur réalisateur en 2014.

## Filmographie

### Comme réalisateur
- 1986 : Duma vez por todas
- 1988 : Voltar (téléfilm)
- 1990 : A Ilha
- 1990 : O resgate
- 1991 : L'Amour extrême (Ao fim da noite)
- 1994 : Uma cidade qualquer
- 1994 : Uma vida normal
- 1995 : Adam et Ève (pt) (Adão e Eva)
- 1997 : Tentaçāo (pt)
- 1999 : Inferno
- 2005 : Até amanhã, camaradas (série télévisée)
- 2006 : L'Assaut (20,13 purgatório)
- 2009 : A Esperança Está Onde Menos Se Espera (pt)
- 2013 : Quarta Divisão (pt)
- 2014 : Sei Lá (pt)
- 2017 : Índice Médio de Felicidade (pt)
- 2017 : O Fim da Inocência (pt)
- 2020 : Terra nova (série télévisée)
- 2023 : Braga (série télévisée)

### Acteur
- 1983 : Um S Marginal de José de Sa Caetano : Jorge
- 1984 : O Lugar do Morto d'António-Pedro Vasconcelos
- 1986 : Uma rapariga no verão de Vitor Gonçalves : Quim
- 1987 : O bobo de José Alvaro Morais : Camilo
- 1993 : Le Fil de l'horizon (O fio do horizonte) de Fernando Lopes : le deuxième homme
- 1995 : Signes de feu (Sinais de fogo) de Luís Filipe Rocha : l'officier à la soirée
- 1997 : Tentação de lui-même
- 1999 : Ras le bol (Jaime) d'António-Pedro Vasconcelos : Abel
- 2000 : Capitaines d'avril (Capitães de abril) de Maria de Medeiros : Filiipe
- 2002 : Le Dauphin (O delfim) de Fernando Lopes : l'ex-combattant
- 2004 : Portugal S.A. de Ruy Guerra : le sans-abri
- 2004 : La Fora de Fernando Lopes : Joaquim
- 2005 : Até amanhã, camaradas (mini-série télévisée) de lui-même : le médecin
- 2006 : 98 octanas de Fernando Lopes : le prêtre
- 2007 : O capacete dourado de Jorge Cramez : Almeida
- 2007 : Call Girl d'António-Pedro Vasconcelos : Andrade
- 2013 : Un train de nuit pour Lisbonne (Night Train to Lisbon) de Bille August : le principal
- 2013 : Quarta divisão de lui-même : le pédopsychiatre
- 2014 : Os gatos não tem vertigens d'António-Pedro Vasconcelos : le sans-abri
- 2018 : Le Cahier noir de Valeria Sarmiento : cardinal Pozzebonelli
- 2022 : Nunca nada aconteceu de Gonçalo Galvão Teles : Arnaldo

## Distinctions

### Récompenses
- Golden Globes Portugais 1996 : Golden Globe du meilleur réalisateur pour Adam et Eve
- Golden Globes Portugais 1998 : Golden Globe du meilleur réalisateur pour Tentação
- Prix Sophia 2014 : Sophia du meilleur réalisateur pour Até amanhã, camaradas
- Prix Sophia 2021 : Sophia de la meilleure série ou du meilleur téléfilm pour Terra Nova

### Nominations
- Golden Globes Portugais 2000 : Golden Globe du meilleur film et du meilleur réalisateur pour Inferno
- Golden Globes Portugais 2010 : Golden Globe du meilleur film pour A esperança esta onde menos se espera
- Golden Globes Portugais 2014 : Golden Globe du meilleur film pour Até amanhã, camaradas
- Prix Sophia 2014 : Sophia du meilleur réalisateur pour Quarta divisão
- Prix CinEuphoria 2014 : CinEuphoria du meilleur film, du meilleur réalisateur et du Top 10 national de l'année pour Até amanhã, camaradas
- Prix CinEuphoria 2023 : CinEuphoria de la meilleure interprétation collective pour Nunca nada aconteceu